# 洛陽號驅逐艦 (1954年)
洛陽號驅逐艦（舷號：DD-14），亦稱洛陽軍艦，中華民國海軍陽字號驅逐艦之一，前身為美國海軍班森級驅逐艦班森號（USS Benson），是中華民國海軍第一代洛陽號，於1974年11月1日除役。

## 艦歷
二戰結束後，班森號於1946年除役並轉為後備艦艇，在1954年2月26日班森號及希拉里·P·瓊斯號驅逐艦（漢陽號）在南卡羅來納移交給中華民國海軍，在顧維鈞大使、查理士敦市市長摩里遜等中美兩國海軍官員和外交官員見證下2艘驅逐艦正式移交中華民國政府，在50分鐘的儀式中，洛陽艦及漢陽艦正式移交中華民國海軍，兩艦係在一八五號公共法案下借給中華民國政府，作為共同防衛援助方案的一部份，以加強美國及其盟友的軍事力量。
1954年8月20日時任代參謀總長彭孟緝同時任海軍總司令梁序昭於基隆港登艦檢閱洛陽軍艦及漢陽軍艦；洛陽艦曾參與多次巡弋及岸轟任務，並在1958年8月擔任時任中華民國總統蒋介石座艦，巡視金門及馬祖，並在接下來的八二三砲戰期間執行台灣海峽巡弋及掩護金門運補任務。此外洛陽號也曾經和第七艦隊進行聯合操演，服役紀錄相當優異。最後由於新購亞倫桑納級驅逐艦（Allen M. Sumner）取代，洛陽號於1974年11月1日除役，隨後於1975年出售拆解，同時由陶西格號 (DD-746)繼承原艦名為洛陽號。

### 網路遊戲
2016年1月20日，白俄羅斯遊戲公司戰遊網旗下遊戲《戰艦世界》推出洛陽艦（DD-14），亦是中華民國中央政府遷台後海軍軍艦首次出現在遊戲中。

## 歷任艦長
資料來源：
| 順序 | 姓名   | 軍銜 | 上任日期       | 卸任日期       |
| ---- | ------ | ---- | -------------- | -------------- |
| 1    | 俞柏生 | 上校 | 1953年11月1日  | 1955年5月1日   |
| 2    | 牟秉釗 | 上校 | 1955年5月1日   | 1956年2月1日   |
| 3    | 郭勳景 | 上校 | 1956年2月1日   | 1957年3月1日   |
| 4    | 劉德凱 | 上校 | 1957年3月1日   | 1959年5月1日   |
| 5    | 鄒堅   | 上校 | 1959年5月1日   | 1961年1月10日  |
| 6    | 徐集霖 | 上校 | 1961年1月10日  | 1962年5月1日   |
| 7    | 姚道義 | 上校 | 1962年5月1日   | 1963年12月16日 |
| 8    | 林蟄生 | 上校 | 1963年12月16日 | 1965年4月16日  |
| 9    | 梁天价 | 上校 | 1965年4月16日  | 1966年5月16日  |
| 10   | 楊西翰 | 上校 | 1966年5月16日  | 1967年9月21日  |
| 11   | 沈鐸   | 上校 | 1967年9月21日  | 1969年2月21日  |
| 12   | 王耀埏 | 上校 | 1969年2月21日  | 1970年5月26日  |
| 13   | 劉桂馥 | 上校 | 1970年5月26日  | 1971年7月1日   |
| 14   | 黃希賢 | 上校 | 1971年7月1日   | 1972年8月11日  |
| 15   | 劉啟賢 | 上校 | 1972年8月11日  | 1973年12月16日 |
| 16   | 莊銘耀 | 上校 | 1973年12月16日 | 1975年7月14日  |

### 陽字艦
- 丹陽號驅逐艦
- 慶陽號驅逐艦
- 瀋陽號驅逐艦

## 資料來源
1. ↑  .   [2016-09-17]. （原始内容存档于2017-09-13）.
2. ↑  .   [2016-09-16]. （原始内容存档于2020-01-12）.